# Селеби, Джейки
Джейки Селеби (7 марта 1950, Йоханнесбург, Трансвааль — 23 января 2015, Претория) - южно-африканский дипломат. Постоянный представитель ЮАР в Организации Объединенных Наций (1995-1998). Президент Интерпола (2004-2008).

## Жизнеописание
Родился 7 марта 1950 года в Йоханнесбурге.
В 1983—1987 гг. был представителем Всемирной федерации демократической молодежи СССР в Будапеште, Венгрия.
В 1987 году он был избран председателем молодёжного африканского национального конгресса (АНК). В том же году он был назначен в национальный исполнительный комитет (УВК) АНК. В 1991 году он был назначен ответственным за репатриацию АНК-эмигрантов обратно в Южную Африку и заведующим Департамента благополучия АНК в 1993 году. В 1994 году он был избран депутатом парламента от АНК.
В 1995—1998 гг. — постоянный представитель Южно-Африканской Республики в ООН.
В 1998—1999 гг. — генеральный директор Министерства иностранных дел ЮАР, Претория.
В 1998 году Селеби получил награду по правам человека от Международной службы по правам человека.
В 2000—2009 гг. — был национальным уполномоченным Южноафриканской полицейской службы.
В 2002—2004 гг. — одновременно был избран вице-президентом Интерпола (африканский регион).
В 2004—2008 гг. — избран президентом Интерпола.
Ушёл в отставку как уполномоченный по вопросам национальной полиции, так и с должности президента Интерпола в 2008 году, когда против него были выдвинуты обвинения в коррупции.
23 января 2015 года после диагностики сахарного диабета, почечной недостаточности и гипертензии Селеби умер от инсульта.